# Списък с награди и номинации на „Скорпиънс“
Това е списък с наградите и номинациите, които германската рок група „Скорпиънс“ има получени през 60-годишната си кариера. Основана в Хановер през 1965 г. от китариста Рудолф Шенкер, групата издава 21 студийни албума към 2022 г. и се смята за най-успешната рок група в Германия и континентална Европа, чиито продажби надхвърлят 100 милиона продадени бройки по целия свят. Според различни публикации, „Скорпиънс“ има получени около 200 „златни“, „платинени“ и „диамантени“ сертификата в различни държави. Групата има и 4 европейски и 21 световни концертни турнета на общо 6 континента с над 2600 концерта.
Една от първите награди получени от групата, за които има данни е за „Най-добра германска концертна група“ през 1975 г. и „Албум на годината“ в Германия за Virgin Killer от 1976 г. През 1979 г. в категория „Обложка на годината“ на списание „Плейбой“, обложката на шестия студиен албум на „Скорпиънс“ Lovedrive печели първото място, въпреки споровете, които предизвиква и наложената ѝ цензура на някои световни пазари заради сексиското ѝ изображение. През 80-те и 90-те години на 20-и век, групата влиза в „Златната книга“ на Хановер, два пъти печели приза за „Най-добрият рок изпълнител на Германия“ на наградите „Златна Европа“, а списание „Браво“ присъжда няколко „златни“, „сребърни“ и „бронзови“ награди на състава за „Най-добра хард и хеви група“.
Сред други оличия, които групата притежава, са три „Световни музикални награди“ в две категории за „Най-добър международен изпълнител“ през 1992 г. и 1994 г. и „Рок легенди“ през 2010 г., две награди „Ехо“ през 1992 г. и 2009 г. и награда „Щайгер“ за най-добър национален артист. „Скорпиънс“ притежава трите основни отличия на град Хановер, които включват влизане в „Златната книга“ на града, значка „Граждани на Хановер“ и наградата за култура. Групата има звезда на „Рок стената“ в Холивуд и друга на „Алеята на славата“ на Вавелския кралски замък в Краков, Полша. Това е една от първите групи, които са включени в „Залата на славата на хевиметъла“ в Лос Анджелис, където местният съвет в града определя датата 6 октомври като официален ежегоден празник в чест на „Скорпиънс“ за върхови постижения в рокендрола в продължение на 52 поредни години. Общо 11 награди за цялостно творчество групата получава през своята кариера.
„Скорпиънс“ има получени и награди извън музикалната индустрия, свързани с ангажираност към социално-политически каузи и послания за мир, като тази от телевизия „Цет Де Еф“, която през 2005 г. избира песента Wind of Change за песен на хилядолетието. Организации и държавни органи удостояват групата с различни отличия, като награди „Сайнс“ за социално лидерство и „Държавната награда на Долна Саксония“ (2015 г.). През 2012 г. „Скорпиънс“ става първата музикална група, която получава награда от „Център за глобален диалог и сътрудничество“ за насърчаване на световния мир и разбирателство чрез музика.

## Награди „Ар Ес Ейч Голд“
Наградите „Ар Ес Ейч Голд“ са награди, присъждани от комуникационната мрежа на радио „Шлезвиг-Холщайн“ между 1988 и 2000 г. за най-добрата популярна музика. През 1999 г. „Скорпиънс“ печелят наградата за най-успешната група в Германия за песента си Wind of Change.
| Година | Номиниран   | Награда                        | Резултат  | Спр.  |
| ------ | ----------- | ------------------------------ | --------- | ----- |
| 1999   | „Скорпиънс“ | Най-успешната група в Германия | Спечелена | [ 7 ] |

## Награди на „Асоциацията на германските автори на музика“
Наградите на германските музикални автори се присъждат от 2009 г. от авторското дружество на композитори и текстописци, които са дали принос към германската музика. „Скорпиънс“ печелят наградата за рок композиция, която е връчена на Клаус Майне, Рудолф Шенкер и Матиас Ябс.
| Година | Номиниран   | Награда    | Резултат  | Спр.  |
| ------ | ----------- | ---------- | --------- | ----- |
| 2011   | „Скорпиънс“ | Рок състав | Спечелена | [ 8 ] |

## Награди „Браво Ото“
Наградите „Браво Ото“ се присъждат от германското списание „Браво“ в категориите филм, телевизия и музика. Връчвани от 1957 г., наградите „Браво Ото“ са разделени на златни, сребърни и бронзови категории, които се избират чрез гласуване читателите на списанието. „Скорпиънс“ имат спечелени четири награди за най-добра хард и хеви група, които включват едно златно, едно сребърно и две бронзови отличия, присъдени в годините между 1986 и 1993 г.
| Година | Номиниран   | Награда                     | Резултат | Спр.   |
| ------ | ----------- | --------------------------- | -------- | ------ |
| 1986   | „Скорпиънс“ | Най-добра хард и хеви група | Сребро   | [ 9 ]  |
| 1991   | „Скорпиънс“ | Най-добра хард и хеви група | Злато    | [ 10 ] |
| 1992   | „Скорпиънс“ | Най-добра хард и хеви група | Бронз    | [ 11 ] |
| 1993   | „Скорпиънс“ | Най-добра хард и хеви група | Бронз    | [ 12 ] |

## Награди „Бьорзе“
Наградите „Бьорзе“ се присъждат от унгарското музикално списание „Лемезбьорзе“. През 2009 г. „Скорпиънс“ спечелват награда в категория за цялостно творчество в музиката.
| Година | Номиниран   | Награда             | Резултат  | Спр.   |
| ------ | ----------- | ------------------- | --------- | ------ |
| 2009   | „Скорпиънс“ | Цялостно творчество | Спечелена | [ 13 ] |

## Награди на „Вегас Рокс!“
Наградите „Вегас Рокс!“ се присъждат от 2010 г. от американското музикално списание „Вегас Рокс!“.
| Година | Номиниран   | Награда             | Резултат  | Спр.   |
| ------ | ----------- | ------------------- | --------- | ------ |
| 2010   | „Скорпиънс“ | Цялостно творчество | Спечелена | [ 14 ] |

## Награди „Гитар Уърлд“
През 2011 г., американското музкално списание „Гитар Уърлд“ публикува класация от избора на своите читатели за „10-те най-добри китарни албума от 1982 г.“ и осмият студиен албум на „Скорпиънс“ Blackout печели първо място в категорията.
| Година | Номиниран | Награда                                   | Резултат  | Спр.   |
| ------ | --------- | ----------------------------------------- | --------- | ------ |
| 2011   | Blackout  | 10-те най-добри китарни албума от 1982 г. | Спечелена | [ 15 ] |

## Награда на Долна Саксония
Държавната наградата на Долна Саксония се присъжда от провинцията Долна Саксония на хора, които дават принос към културата, изкуствата, социалните въпроси, политиката и икономиката в тази част на Германия. Тя се избира от жури и се връчва от министър-председателя на Долна Саксония. През 2014 г. „Скорпиънс“ печелят наградата за сътрудничеството си в областта на изкуствата.
| Година | Номиниран   | Награда                                 | Резултат  | Спр.   |
| ------ | ----------- | --------------------------------------- | --------- | ------ |
| 2014   | „Скорпиънс“ | Сътрудничество в областта на изкуствата | Спечелена | [ 16 ] |

## Награда на „Германската фондация за устойчиво развитие“
Германската национална награда за устойчиво развитие се присъжда от „Германската фондация за устойчиво развитие“ в сътрудничество с федералното правителство, организации на гражданското общество, бизнес асоциации и изследователски институции. Тази награда е насочена към институции, организации, компании и хора, които търсят устойчиво развитие. През 2012 г. „Скорпиънс“ са удостоени с почетния приз на градовете и общините, награда, присъждана на хора, които допринасят за развитието на страната, в случая за заслугите им към националната музика.
| Година | Номиниран   | Награда         | Резултат  | Спр.   |
| ------ | ----------- | --------------- | --------- | ------ |
| 2012   | „Скорпиънс“ | Почетна награда | Спечелена | [ 17 ] |

## Награди „Джи Кю“
Наградите „Джи Кю“ се дават от американското списание „Джи Кю“, за да отличат най-добрите в различни области на обществото като музика, спорт, технологии, мода и кино и други.
| Година | Номиниран   | Награда             | Резултат  | Спр.   |
| ------ | ----------- | ------------------- | --------- | ------ |
| 2010   | „Скорпиънс“ | Цялостно творчество | Спечелена | [ 18 ] |

## Награди„Ехо“
Наградите „Ехо“ се присъждат от „Асоциацията на звукозаписните компании“ от 1992 г. на базата на продажбите на артистите от предходната година, това е най-важната церемония по време на награждаването в Германия.
| Година | Номиниран               | Награда                            | Резултат   | Спр.   |
| ------ | ----------------------- | ---------------------------------- | ---------- | ------ |
| 1992   | „Скорпиънс“             | Най-добра национална рок/поп група | Спечелена  | [ 19 ] |
| 1993   | „Скорпиънс“             | Най-добра национална рок/поп група | Номинирани | [ 19 ] |
| 2009   | „Скорпиънс“             | Цялостно творчество                | Спечелена  | [ 19 ] |
| 2011   | Sting in the Tail       | Най-добра национална рок/поп група | Номинирани | [ 19 ] |
| 2014   | MTV Unplugged in Athens | Най-добра национална рок/поп група | Номинирани | [ 19 ] |
| 2014   | MTV Unplugged in Athens | Най-добра национална DVD продукция | Номинирани | [ 19 ] |

## Награди „Златна Европа“
Наградата „Златна Европа“ е награда, присъждана от германската телевизионна мрежа „Саарлендишер рундфунк“ в света на изкуствата. Наградата е връчвана между 1968 и 2003 г
| Година | Номиниран   | Награда                                | Резултат  | Спр.   |
| ------ | ----------- | -------------------------------------- | --------- | ------ |
| 1985   | „Скорпиънс“ | Най-добрият рок изпълнител на Германия | Спечелена | [ 20 ] |
| 1992   | „Скорпиънс“ | Най-добрият рок изпълнител на Германия | Спечелена | [ 21 ] |

## Награди „Златна кокошка“
Наградите „Златна кокошка“ се присъждат от германската преса и обществеността на най-добрите изкуства в тази страна. Тя започва да се връчва през 1991 г. в чест на местната художничка Хелга Ханеман.
| Година | Номиниран   | Награда                  | Резултат  | Спр.   |
| ------ | ----------- | ------------------------ | --------- | ------ |
| 2009   | „Скорпиънс“ | Почетна награда (музика) | Спечелена | [ 22 ] |

## Награди „Златна малинка“
Наградите „Златна малинка“ са контрапункт на наградите „Оскар“ на филмовата академия на САЩ, които се присъждат за най-лошите актьорски изпълнения и най-слабите филми, сценарии, режисура и филмова музика. Клаус Майне, Марк Хъдсън и Брус Феърбеърн получават номинация за песента Under the Same Sun от дванадесетия студиен албум на „Скорпиънс“ Face the Heat (1993), която е включена в музиката към филма „Опасна зона“ (1994) със Стивън Сегал.
| Година | Номиниран          | Награда                              | Резултат   | Спр.   |
| ------ | ------------------ | ------------------------------------ | ---------- | ------ |
| 1995   | Under the Same Sun | Награда за най-лоша оригинална песен | Номинирани | [ 23 ] |

## Награди „Керанг!“
В края на 1982 г., британското музкално списание „Керанг!“ изработва класация за 10-те най-добри записа за годината и осмият студиен албум на „Скорпиънс“ Blackout печели първо място в категорията.
| Година | Номиниран | Награда          | Резултат  | Спр.          |
| ------ | --------- | ---------------- | --------- | ------------- |
| 1982   | Blackout  | Запис на 1982 г. | Спечелена | [ 24 ] [ 25 ] |

## Награди „Класик Рок“
Наградите „Класик рок“ се връчват от британското списание „Класик рок“ на най-добрата музика. „Скорпиънс“ са удостоени с две награди, една през 2011 г. и една през 2016 г.
| Година | Номиниран   | Награда             | Резултат  | Спр.   |
| ------ | ----------- | ------------------- | --------- | ------ |
| 2011   | „Скорпиънс“ | Премиум метъл гуру  | Спечелена | [ 26 ] |
| 2016   | „Скорпиънс“ | Цялостно творчество | Спечелена | [ 27 ] |

## Награди „Класик Рок Ревистет“
През 2011 г., в своя класация, сайтът „Класик рок ревистет“ поставя студийния албум на групата Sting in the Tail, като номер едно, сред други 30 издания от 2010 г.
| Година | Номиниран         | Награда          | Резултат  | Спр.   |
| ------ | ----------------- | ---------------- | --------- | ------ |
| 2011   | Sting in the Tail | Албум на 2010 г. | Спечелена | [ 28 ] |

## Награди „Метъл Сторм“
През 2010 г., в своя класация, сайтът „Метъл сторм“ определя студийния албум на групата Sting in the Tail, като номер едно в категория хардрок.
| Година | Номиниран         | Награда         | Резултат  | Спр.   |
| ------ | ----------------- | --------------- | --------- | ------ |
| 2010   | Sting in the Tail | Най-добър албум | Спечелена | [ 29 ] |

## Награди „Метъл Хамър“
Наградите „Метъл Хамър Голд Годс“ се дават от британското списание „Метъл Хамър“ на най-добрите групи или изпълнители в метъл музиката. През 2015 г. групата печели номинация в категорията за най-добра международна група. През 2024 г. групата получава две номинации в категорите „Най-добра германска група за 2024 г.“ и „Легенда“.
| Година | Номиниран   | Награда                              | Резултат   | Спр.   |
| ------ | ----------- | ------------------------------------ | ---------- | ------ |
| 2015   | „Скорпиънс“ | Най-добра международна група         | Номинирани | [ 30 ] |
| 2024   | „Скорпиънс“ | Най-добра германска група за 2024 г. | Номинирани | [ 31 ] |
| 2024   | „Скорпиънс“ | Легенда                              | Номинирани | [ 31 ] |

## Награди на „Нов поп фестивал“ в Баден Баден
Наградите се присъждат от германския телевизионен канал „Ес Ве Ер 3“, който принадлежи на публичната медийна институция „Сюдвеструндфунк“. През 2011 г. групата печели награда за пионери в популярната музика.
| Година | Номиниран   | Награда             | Резултат  | Спр.   |
| ------ | ----------- | ------------------- | --------- | ------ |
| 2011   | „Скорпиънс“ | Цялостно творчество | Спечелена | [ 32 ] |

## Награди на „Плейбой“
В официалният сайт на групата, както и в няколко издания на албума Lovedrive, е посочено, че обложката на този албум печели награда на списание „Плейбой“ през 1979 г.
| Година | Номиниран | Награда             | Резултат  | Спр.          |
| ------ | --------- | ------------------- | --------- | ------------- |
| 1979   | Lovedrive | Обложка на годината | Спечелена | [ 33 ] [ 34 ] |

## Награди на радио „Регенбоген“
Наградите на радио „Регенбоген“ се присъждат от едноименната германска радиостанция от 1998 г. за най-добрата музика.
| Година | Номиниран   | Награда                               | Резултат  | Спр.   |
| ------ | ----------- | ------------------------------------- | --------- | ------ |
| 1998   | „Скорпиънс“ | Най-добър международен рок изпълнител | Спечелена | [ 35 ] |
| 2011   | „Скорпиънс“ | Цялостно творчество                   | Спечелена | [ 36 ] |

## Награди „Сайнс“
Наградите „Сайнс“ се присъждат в Германия от 2011 г., като социално признание за личности и различни компании, които имат силно въздействие, когато става въпрос за социално лидерство.
| Година | Номиниран   | Награда             | Резултат  | Спр.   |
| ------ | ----------- | ------------------- | --------- | ------ |
| 2023   | „Скорпиънс“ | Цялостно творчество | Спечелена | [ 37 ] |

## Награди на „Световни музикални награди“
„Световните музикални награди“ са награди, които се присъждат ежегодно от 1989 г. насам на музикантите с най-големи продажби. „Скорпиънс“ са спечелили две награди за германска група и наградата „Рок легенди“, дадени за техния принос към музиката.
| Година | Номиниран   | Награда                           | Резултат  | Спр.  |
| ------ | ----------- | --------------------------------- | --------- | ----- |
| 1992   | „Скорпиънс“ | Най-добър международен изпълнител | Спечелена | [ 2 ] |
| 1994   | „Скорпиънс“ | Най-добър международен изпълнител | Спечелена | [ 2 ] |
| 2010   | „Скорпиънс“ | Рок легенди                       | Спечелена | [ 2 ] |

## Награди „Хардрок Кафе“
Наградата „Хардрок Кафе“ е присъдена от верига ресторанти „Хардрок Кафе“. През 2010 г. „Скорпиънс“ са удостоени с наградата за отлични постижения, която е връчена в Кьолн.
| Година | Номиниран   | Награда             | Резултат  | Спр.   |
| ------ | ----------- | ------------------- | --------- | ------ |
| 2010   | „Скорпиънс“ | Цялостно творчество | Спечелена | [ 38 ] |

## Награди на „Център за глобален диалог и сътрудничество“
Наградите се присъждат от световната неправителствена организация „Център за глобален диалог и сътрудничество“ (ЦГДС) на най-влиятелните личности в политиката и бизнеса, които по един или друг начин търсят разбирателство и мир между хората. През 2012 г. „Скорпиънс“ стават първата музикална група, която получава тази награда за „насърчаване на световния мир и разбирателство чрез музика“.
| Година | Номиниран   | Награда          | Резултат  | Спр.   |
| ------ | ----------- | ---------------- | --------- | ------ |
| 2012   | „Скорпиънс“ | Музика за диалог | Спечелена | [ 39 ] |

## Награди на „Цет Де Еф“
В авотбиографичната си книга „Разтърси живота си“, китарисът на групата Рудолф Шенкер пише, че през 2005 г., германската телевизия „Цет Де Еф“ избира песента на „Скорпиънс“ Wind of Change за песен на хилядолетието.
| Година | Номиниран   | Награда                                  | Резултат  | Спр.  |
| ------ | ----------- | ---------------------------------------- | --------- | ----- |
| 2005   | „Скорпиънс“ | Песен на хилядолетието за Wind of Change | Спечелена | [ 1 ] |

## Награди „Щайгер“
Наградите „Щайгер“ се дават от едноименната германска организация на най-добрите представители на изкуството и обществото като цяло. През 2016 г. „Скорпиънс“ получават наградата за най-добър национален артист.
| Година | Номиниран   | Награда                     | Резултат  | Спр.   |
| ------ | ----------- | --------------------------- | --------- | ------ |
| 2013   | „Скорпиънс“ | Най-добър национален артист | Спечелена | [ 40 ] |

## Други награди и отличия
| Година | Постижения и отличия                                                        | Информация | Спр.          |
| ------ | --------------------------------------------------------------------------- | --- | ------------- |
| 1975   | Най-добрата германска група                                                 | През 1975 г. в Германия групата е избрана за най-добрата концертна група                                                                      | [ 33 ]        |
| 1976   | Албум на годината в Германия за Virgin Killer                               | През 1976 г., четвъртият албум на групата е избран за албум на годината                                                                       | [ 33 ]        |
| 1985   | Влизане в „Златната книга“ на Хановер                                       | За това, че „Скорпиънс“ стават първата група в града, която постигна международен успех                                                       | [ 41 ]        |
| 2000   | Влизане в „Златната книга“ на Хановер                                       | Поради участие в ЕКСПО 2000 | [ 41 ]        |
| 2000   | Награда за култура на Хановер                                               | За приноса на „Скорпиънс“ към изкуствата на града                                                                                             | [ 42 ]        |
| 2000   | Кръст на ордена за заслуги на Долна Саксония                                | Рудолф Шенкер и Клаус Майне получават „Кръст за заслуги първа степен“, а Матиас Ябс „Кръст за заслуги на лента“                               | [ 43 ]        |
| 2001   | Улица с името „Скорпиънс“ в Леганес, Испания                                | За приноса им към музиката | [ 44 ]        |
| 2003   | 80 копия на автомобила „Опел Спийдстър“ – „Скорпиънс“                       | Произведен от фирма „Опел“, с автограф и китара като подарък                                                                                  | [ 45 ]        |
| 2008   | Почетни посланици на мира през годините                                     | Награда от Световния боксов съвет на Германия                                                                                                 | [ 46 ]        |
| 2009   | Най-популярната музикална група в Германия                                  | Проучване на списание „СтепСтоун“ за последните 60 години в Германия                                                                          | [ 47 ]        |
| 2010   | Звезда на „Рок стената в Холивуд“ в Лос Анджелис                            | Първата група от континентална Европа, която го постига                                                                                       | [ 48 ]        |
| 2010   | Пощенска марка „Скорпиънс“                                                  | Произведена от бразилската пощенска служба за турнето на групата в Бразилия                                                                   | [ 49 ]        |
| 2010   | Бира в чест на групата                                                      | Създаден от фабриката „Аутентик“, за да отбележи първото посещение на „Скорпиънс“ в Боливия                                                   | [ 50 ]        |
| 2010   | Две позлатни китари                                                         | В Швабах, производителят на китари Херберт Енгелхард подарява на Рудолф Шенкер и Матиас Ябс позлатени китари                                  | [ 51 ] [ 52 ] |
| 2011   | Пет златни платиери                                                         | За седемте концерта на групата в „Двореца на спорта Берси“ в Париж                                                                            | [ 53 ]        |
| 2017   | Включване в залата на историята на хевиметъл                                | За приноса им към музикалния жанр | [ 54 ]        |
| 2017   | Звезда на „Алеята на славата“ на замъка Вавел                               | Представена от управата на Краков, Полша за приноса им към музиката                                                                           | [ 55 ]        |
| 2017   | Награда „Миротворец“                                                        | На фестивала в Освиенцим, Полша, заради посланията за мир на „Скорпиънс“ в чест на песента им Wind of Change                                  | [ 56 ]        |
| 2017   | Официален ден на „Скорпиънс“ в Лос Анджелис                                 | Награда от общинския съвет на Лос Анджелис за приноса на „Скорпиънс“ към рока в продължение на 52 поредни години                              | [ 57 ]        |
| 2021   | Европейска награда за култура                                               | Награда за изключителни постижения за Европа и нейния народ                                                                                   | [ 58 ]        |
| 2022   | Вписване в „Златната книга“ на Гарбсен                                      | Заради посланията за мир на групата | [ 59 ]        |
| 2023   | Вписване в „Златната книга“ на град Хаген, Германия                         | Заради благотворителността на групата свъразана с наводнението в града                                                                        | [ 60 ]        |
| 2023   | Въвеждане в „Знаците на славата“ в парка „Фернвепарк“ в Оберкоцау, Германия | Най-успешната германска рок група в света | [ 61 ]        |
| 2023   | „Велик кръст“ за заслуги на Долна Саксония                                  | Награда за „изключителни личности“ и „световни звезди“ и отдаване на почит на песента на групата Wind of Change.                              | [ 62 ]        |
| 2023   | Кафе Rock Believer                                                          | През 2023 г. е създадено кафе от пекарната „Барн“ в Берлин със зърна от Бразилия, избрани от групата. Това се продава под името Rock Beliver. | [ 63 ]        |
| 2024   | Включване в „Алеята на легендите“ във Вакен                                 | Пръстови отпечатъци от членовете на групата, са оставени в бетон. „Скорпиънс“ са сред първите включени групи                                  | [ 64 ]        |
| 2025   | Включване в „Златната книга“ на град Зарщед                                 | Във връзка с 60-ата годишнина от на групата                                                                                                   | [ 65 ]        |